# Paulinho (cầu thủ bóng đá, sinh tháng 4 năm 1986)
Paulo José de Oliveira (sinh ngày 9 tháng 4 năm 1986), thường gọi Paulinho, là một cầu thủ bóng đá người Brasil hiện tại thi đấu cho BK Häcken ở vị trí tiền đạo.

## Sự nghiệp
Vào tháng 4 năm 2011 Paulinho gia nhập Örebro
Vào ngày 15 tháng 4 năm 2015, Paulinho gia nhập BK Häcken.

## Thống kê sự nghiệp
Tính đến 6 tháng 2 năm 2014
| Mùa giải            | Câu lạc bộ          | Giải vô địch        | Giải vô địch | Giải vô địch | Cúp     | Cúp       | Khác    | Khác      | Tổng    | Tổng      | Tổng |
| Mùa giải            | Câu lạc bộ          | Giải vô địch        | Số trận      | Bàn thắng    | Số trận | Bàn thắng | Số trận | Bàn thắng | Số trận | Bàn thắng |      |
| ------------------- | ------------------- | ------------------- | ------------ | ------------ | ------- | --------- | ------- | --------- | ------- | --------- | ---- |
| 2007                | BK Häcken           | Superettan          | 17           | 13           |         |           | —       | —         | 17      | 13        |      |
| 2008                | BK Häcken           | Superettan          | 20           | 9            |         |           | —       | —         | 20      | 9         |      |
| 2009                | BK Häcken           | Allsvenskan         | 26           | 7            | 2       | 0         | —       | —         | 28      | 7         |      |
| 2010                | BK Häcken           | Allsvenskan         | 24           | 8            |         |           | —       | —         | 24      | 8         |      |
| 2011                | Venda Nova          |                     |              |              |         |           | —       | —         |         |           |      |
| 2011                | Örebro              | Allsvenskan         | 19           | 4            | 4       | 1         | 2       | 0         | 25      | 5         |      |
| 2013                | São José            | Série A2            | 4            | 0            |         |           | —       | —         | 4       | 0         |      |
| 2013                | Bragantino          | Série B             | 6            | 0            |         |           | —       | —         | 6       | 0         |      |
| Tổng                | Thụy Điển           | Thụy Điển           | 106          | 40           | 6       | 1         | 2       | 0         | 112     | 41        |      |
| Tổng                | Brasil              | Brasil              | 10           | 0            | 0       | 0         | 0       | 0         | 10      | 0         |      |
| Tổng cộng sự nghiệp | Tổng cộng sự nghiệp | Tổng cộng sự nghiệp | 116          | 40           | 6       | 1         | 2       | 0         | 122     | 41        |      |